# سرخ‌گرایی

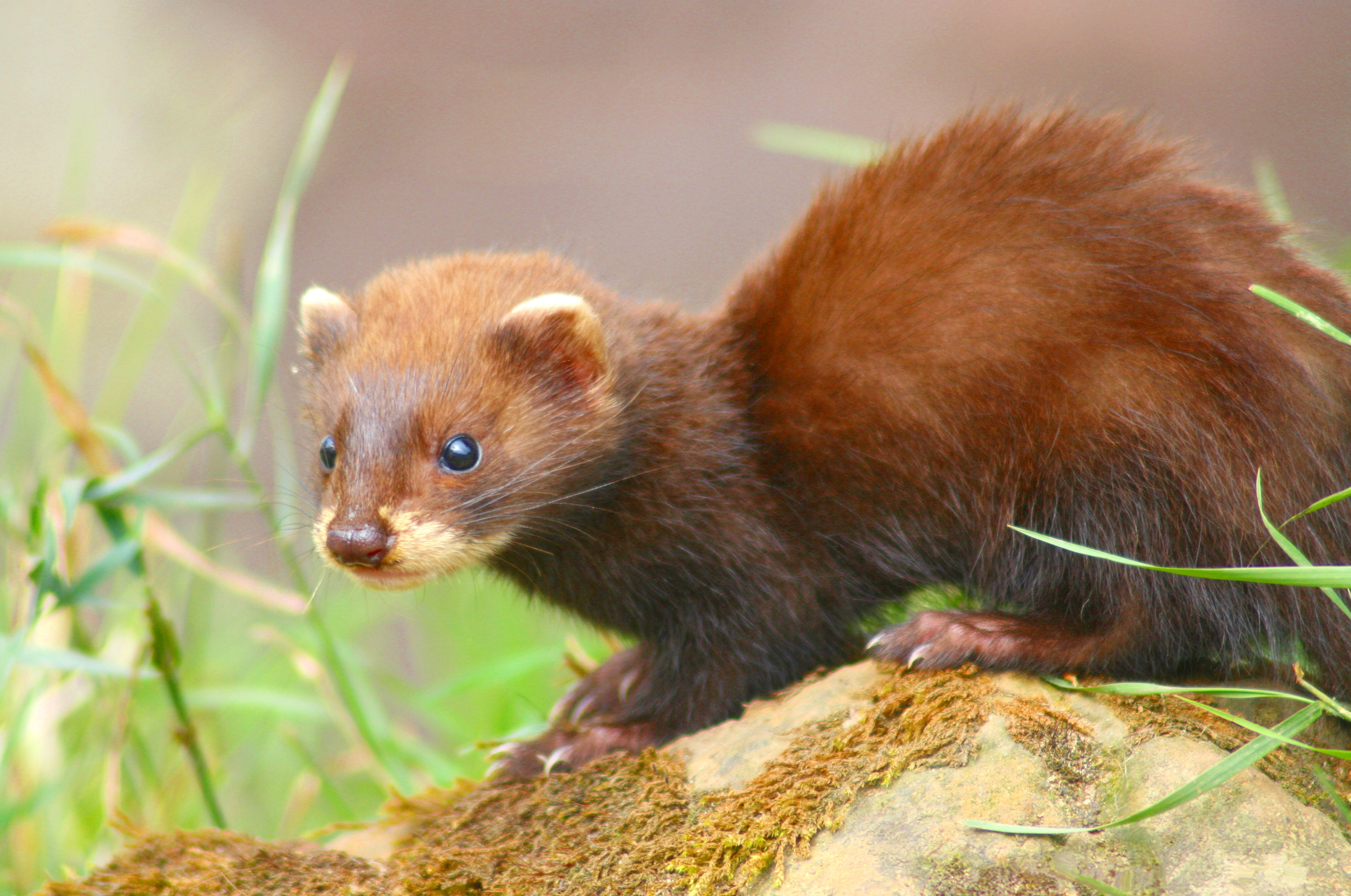
یک قاقم دورنگ ولزی با سرخ‌گرایی

سرخ‌گرایی (به انگلیسی: Erythrism، Erythrochroism)، به یک رنگدانه نارایج مایل به سرخ در مو، پوست، پرها یا پوسته تخم اشاره دارد.
سبب سرخ‌گرایی، عبارتند از:
- جهش‌های ژنتیکی که باعث نبود رنگدانه طبیعی و/یا تولید بیش از حد دیگر رنگدانه‌ها می‌شود.[۲]
- رژیم غذایی، مانند زنبورهایی که از «شربت ذرت قرمز روشن» برای تولید گیلاس ماراسکینو استفاده می‌شود.[۳]

سرخ‌گرایی در جیرجیرک‌های بیشه گاهی دیده شده‌است. این رنگ ممکن است استتاری باشد که به برخی از اعضای این گونه کمک می‌کند تا روی گیاهان قرمز زنده بمانند. همچنین اتفاق نظر وجود دارد که جهش سرخ‌گرایی به‌راستی یک ویژگی غالب در میان گونه‌های جیرجیرک‌های بیشه است، البته یک ویژگی ناپسند، به دلیل رنگ‌های سبز بیش از اندازه شاخ و برگ‌ها است. از این رو، بیشتر جیرجیرک‌های بیشه صورتی یا رنگ‌های زنده تا بزرگسالی زنده نمی‌مانند و چنین رخدادی نادر بودن آن‌ها را روشن می‌سازد. سرخ‌گرایی در پلنگ نادر است، اما یک مطالعه گزارش داد که دو پلنگ از ۲۸ پلنگی که با دوربین در یک حفاظتگاه طبیعی در آفریقای جنوبی به دام افتاده بودند، دارای سرخ‌گرایی بودند و نویسندگان پیشینه‌ای از پنج پلنگ «توت‌فرنگی» دیگر نیز از این منطقه پیدا کردند.